# Alysia betela
Alysia betela är en stekelart som beskrevs av Papp 1991. Alysia betela ingår i släktet Alysia och familjen bracksteklar. Inga underarter finns listade i Catalogue of Life.